# Smith Micro Software
Smith Micro Software Inc. est une entreprise fondée en 1982 par William W. Smith, Jr. Elle développe et met en marché des logiciels d'entreprise et grand public. Son siège social se situe à Aliso Viejo, en Californie et possède des bureaux aux États-Unis à Mountain View, Watsonville, Chicago et Pittsburgh ainsi qu'en Europe et en Asie. Elle évolue dans le domaine de la communication sans fil en partenariat avec les fournisseurs de services cellulaires Verizon Wireless, AT&T, et Sprint Nextel.

## Principaux actionnaires
Au 4 décembre 2019:
| William W. Smith              | 12,8% |
| Thomas Satterfield            | 3,41% |
| The Vanguard Group            | 3,17% |
| Unterberg Capital             | 3,02% |
| Diker Management              | 2,97% |
| EAM Investors                 | 1,58% |
| Hudson Bay Capital Management | 1,57% |
| Bluefin Trading               | 1,52% |
| Empery Asset Management       | 1,47% |
| Richard Kenneth Abbe          | 1,34% |

## Produits phares

### Connectivité et sécurité
- QuickLink
- Experience Manager
- SODA
- SafePath[8]

### Gestion de trafic
- NetWise
- Device Management Suite
- Enterprise Device Management

### Contenu et gestion de fichiers
- VIDIO
- SendStuffNow

### Graphisme et utilitaires
- Graphics - Poser, Anime Studio, Manga Studio, MotionArtist, GroBoto, ArtRage Deluxe, Pixelmator, muvee Reveal, STOIK Imagic, STOIK PanoramaMaker
- Compression - StuffIt
- Decompression - Stuffit Expander
- Productivité - FAXstf Pro, JobFinder, OrgChart, QuickVerse, TurboProject
- Performance - CheckIt, ExecutiveSync, Internet Cleanup, Spring Cleaning
- Divertissement- Aquazone, Digital TV 4 PC 2, TuneRanger